# Thomas Gillespie
Thomas Cunningham Gillespie (Alvington, Gloucestershire, 14 de desembre de 1892 – La Bassée, França, 18 d'octubre de 1914) va ser un remer anglès que va competir a començaments del segle xx.
Gillespie estudià al Winchester College i al New College, de la Universitat d'Oxford. El 1912 va prendre part en els Jocs Olímpics d'Estocolm, on guanyà la medalla de plata en la competició del vuit amb timoner del programa de rem.
Gillespie va obtenir una comissió universitària pels King's Own Scottish Borderers, i en esclatar la Primera Guerra Mundial es va unir a ells. Va servir com a tinent en la primera batalla de l'Aisne. Morí en acció de guerra a La Bassée. Les seves restes no van ser recuperades i el seu nom es recordat al proper Touret Memorial. El seu germà Alexander Douglas Gillespie també va morir a la guerra i es conserva la correspondència ente ambdós.